# Ramón Meña
Ramón Meña (14 de diciembre de 1967) es un entrenador y exluchador panameño. Compitió en los Juegos Olímpicos de 1988 y en los Juegos Olímpicos de 1992. 

## Biografía
Meña fue dos veces olímpico. En el Juegos Olímpicos de Seúl 1988 fue eliminado en las eliminatorias en ambos estilos de lucha, y en los Juegos Olímpicos de Barcelona 1992 acabó en el undécimo lugar. Compitió en la categoría de 52-57 kg. Ganó medalla de plata en los Juegos Panamericanos de 1987 y en los Juegos Panamericanos de 1991 Cuatro veces medallista en los Campeonato Panamericano, segunda en 1987, 1991 y 1992. Medallista de bronce en los Juegos Centroamericanos y del Caribe, así como en los Juegos Bolivarianos de 1993. Segundo en los Juegos del Pacífico en 1995. Mejor en los Juegos Centroamericanosen 1994. Después de su retiro de las luchas se convirtió entrenador de dicho deporte.